# Oh No (álbum)
Oh No es el segundo álbum del grupo de rock alternativo originario de Chicago, OK Go. Fue lanzado el 30 de agosto de 2005, pese a que empezó a grabarse a finales de 2004 bajo la tutela del productor estadounidense Tore Johansson en Malmö, Suecia, siendo posteriormente mezclado por Dave Sardy en Los Ángeles. Es el último álbum que presentará el guitarrista Andy Duncan, quien abandonó la banda después de la grabación. El 12 de enero de 2007, el álbum ha vendido cerca de 198,045 unidades. Después de la actuación de la banda en los MTV Video Music Awards de 2006, su álbum subió al puesto #2 en las listas de la iTunes Music Store, convirtiéndose a día de hoy en el álbum con más éxito de la banda.
Esa misma semana se vendieron 8.250 unidades, siendo un aumento del 95% con respecto a la semana anterior, y ascendiendo del puesto número 87 al 69 en la revista Billboard, siendo ésta la posición más alta jamás alcanzada por ningún álbum de OK Go hasta la salida de Of the blue colour of the sky cinco años después. El 7 de noviembre de 2006, OK Go lanzó una edición limitada de lujo de CD/DVD del álbum. El DVD contiene todos sus vídeos (tanto bailando como tocando los instrumentos), un vídeo de 180 aficionados interpretando la coreografía de "A Million Ways" para un concurso de YouTube, imágenes inéditas, e imágenes del backstage de sus conciertos y ensayos para el vídeo y para los VMAs.

## Lista de canciones
| Oh No |                           |          |  |
| N.º   | Título                    | Duración |  |
| 1.    | «Invincible»              | 3:30     |  |
| 2.    | «Do what you want»        | 3:05     |  |
| 3.    | «Here It Goes Again»      | 2:59     |  |
| 4.    | «A Good Idea at the Time» | 3:05     |  |
| 5.    | «Oh lately it's so quiet» | 3:00     |  |
| 6.    | «It's a Disaster»         | 3:21     |  |
| 7.    | «A million ways»          | 3:13     |  |
| 8.    | «No Sign of Life»         | 3:48     |  |
| 9.    | «Let It Rain»             | 2:56     |  |
| 10.   | «Crash the Party»         | 2:24     |  |
| 11.   | «Television, Television»  | 2:39     |  |
| 12.   | «Maybe, This Time»        | 3:15     |  |
| 13.   | «The House Wins»          | 4:14     |  |
| 41:40 |                           |          |  |

| United States edition |           |          |  |
| N.º                   | Título    | Duración |  |
| 14.                   | «9027 km» | 34:46    |  |

«9027 kilometres», la cual no aparece en la contraportada del álbum, es una pista de 35 minutos del cantante Damian Kulash, incluida en la versión de Estados Unidos del álbum. Se dice que se desconoce el origen del nombre de la canción, pero los foros oficiales de OK Go, han mostrado que la distancia entre Los Ángeles, California y Malmö, (Suecia) es 9027 kilómetros. Los propios fanes sostienen que la pista se añadió al CD para evitar que el sello discográfico usase el espacio extra del disco para añadir DRM.

## En los medios
La canción «Do what you want» fue una de las canciones de la lista de Burnout legends y de Burnout Revenge, un videojuego de carreras de la serie Burnout. La canción «Here it goes again» ha aparecido en varias series de televisión, además de formar parte del repertorio de Rock Band, Guitar Hero 5 y SSX on Tour, y «A million ways» aparece en Band Hero.
«A million ways» ha sido uno de los vídeos más famosos de OK Go, junto con «Here it goes again», ya que ha sido doblado por numerosas personas. Sólo cuatro canciones del álbum cuentan con videoclip («Invincible», «Do what you want», «Here it goes again» y «A million ways») aunque OK Go decidió publicar a finales de 2006 un vídeo promocional de la canción «Television, television», basándose en el diseño de la segunda versión de la canción «Do what you want».

## Créditos
Además de los componentes del grupo, numerosos artistas suecos y estadounidenses colaboraron con OK Go para realizar algunas canciones, como Sven Andersson, Dave Sardy y Eric Drew Feldman.
OK Go
- Damian Kulash
- Tim Norwind
- Dan Konopka
- Andy Ross